# Monica Puig
Monica Puig Marchán (n. 27 septembrie 1993, San Juan, Puerto Rico) este o fostă jucătoare profesionistă de tenis din Puerto Rico. Cea mai bună clasare a carierei a fost locul 27 mondial.
În 2016, la Jocurile Olimpice de la Rio, Puig a câștigat medalia de aur la simplu feminin. Ea a adus astfel țării sale primul aur olimpic din istorie.
În 2022 s-a retras din activitate.

## Legături externe
Materiale media legate de Monica Puig la Wikimedia Commons
- Monica Puig la Women's Tennis Association
- Monica Puig la International Tennis Federation
- Monica Puig pe site-ul Fed Cup
- en Monica Puig la Olympedia.org